# طلیسیه جنوبی
طلیسیه جنوبی (به عربی: الطلیسیة الجنوبیة) یک روستا در سوریه است که در ناحیه حربنفسه واقع شده‌است. طلیسیه جنوبی ۵۶۳ نفر جمعیت دارد.